# Neue Schweizerpfeife

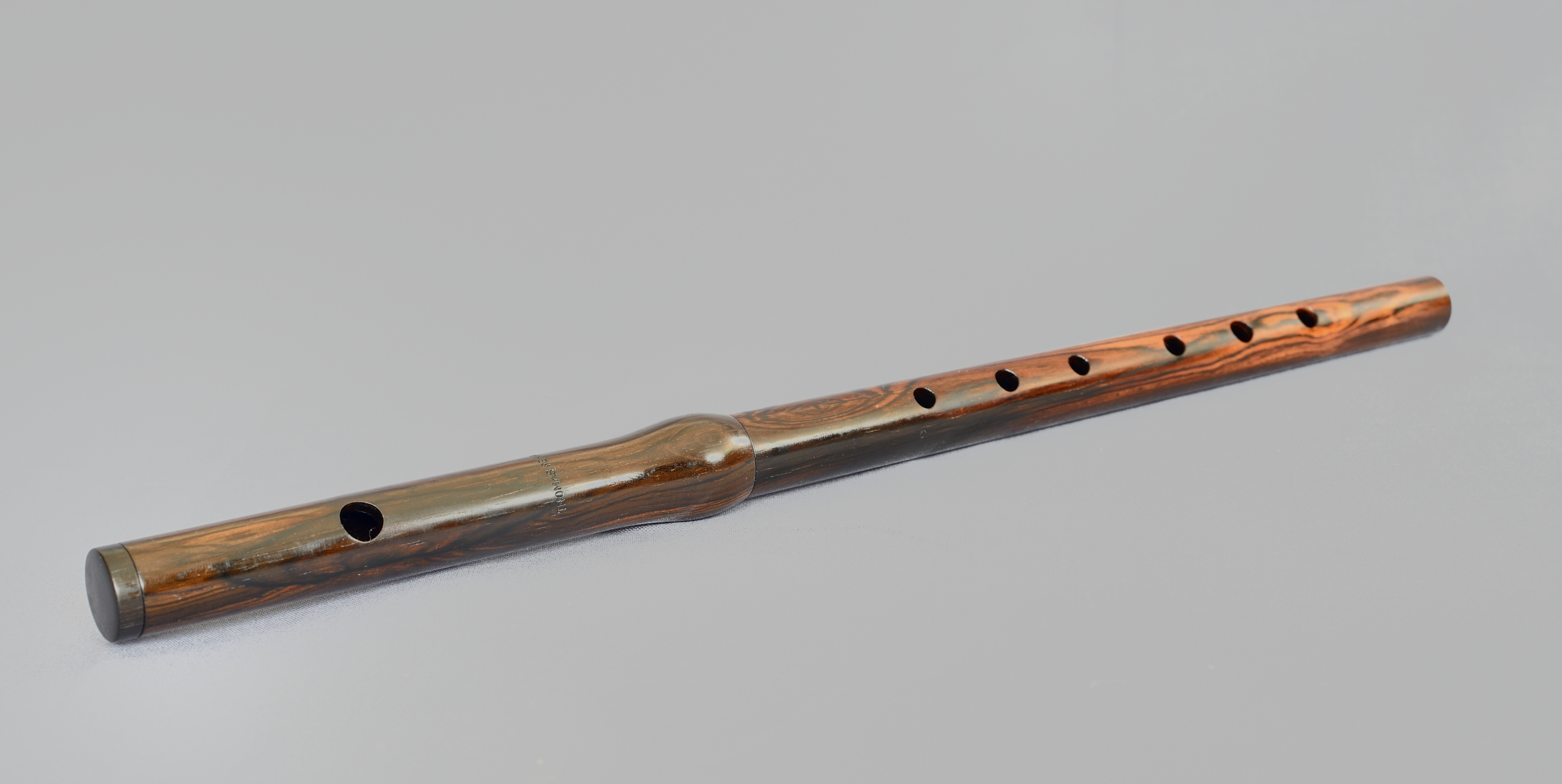
Neue Schweizerpfeife

Die neue Schweizerpfeife (oder Schweitzerpfeiff oder Flûte d’Allemagne oder Feldpfeife) ist eine Querflöte, die in der Schweiz alleine oder zusammen mit der Schweizertrommel gespielt wird. Die Schweizerpfeife ist eine Sechslochflöte, die seit der Zeit der alten Feldspiele eingesetzt wird.

## Bauform
Das historische Instrument ist einteilig und die neue Schweizerpfeife ist zweiteilig. Sie ist nach historischen Vorlagen entwickelt worden. Sie besteht aus einem Mundstück und einem Griffstück mit sechs Tonlöchern. Das Instrument kann aus diversen geeigneten Hölzern (Buchsbaum, Zwetschge, Eibe, Olive, Grenadill, Palisander) hergestellt werden.

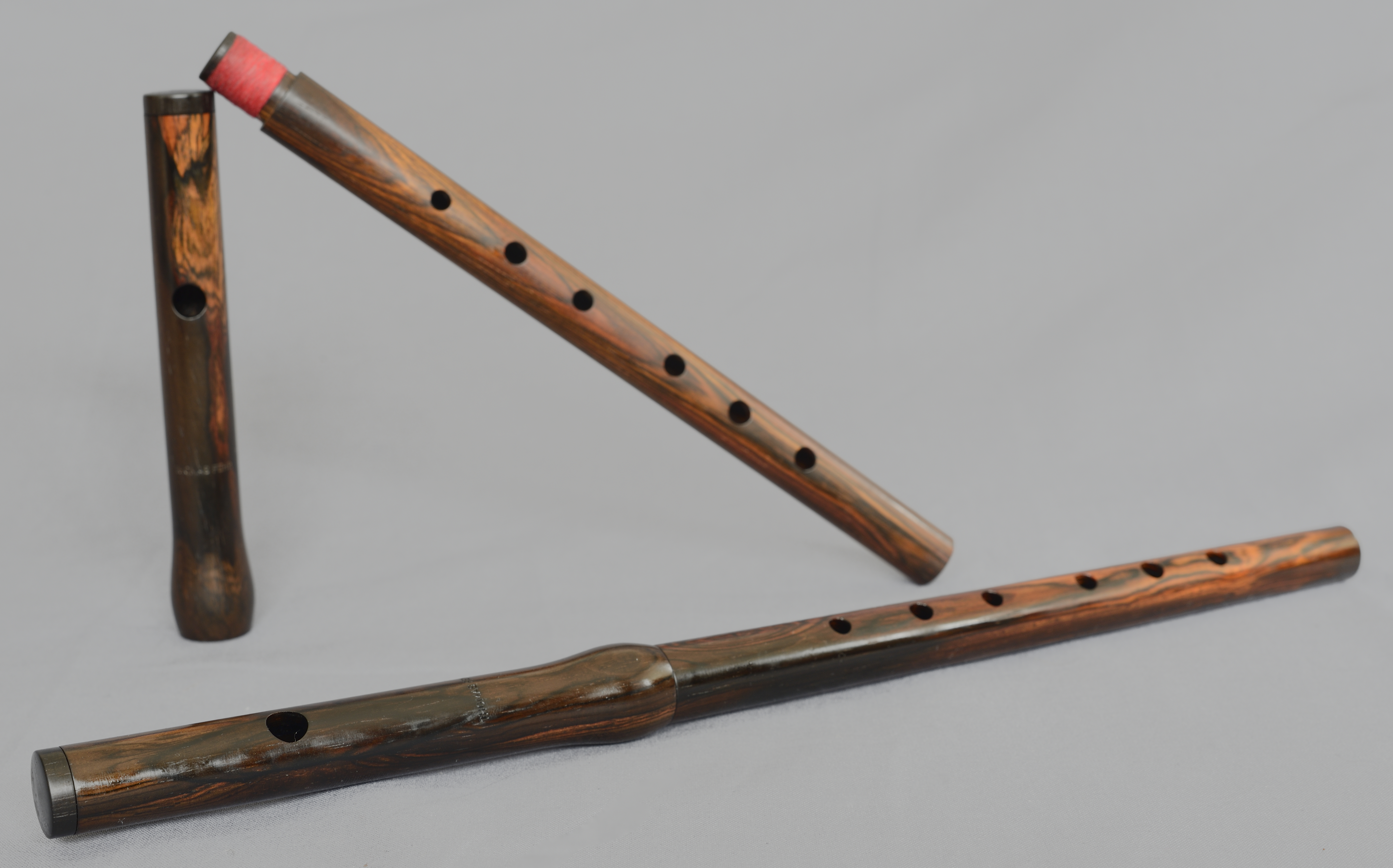
Flöte in zwei Teilen, darunter das im obigen Bild gezeigte Instrument

Bei der historischen Vorlage der neuen Schweizerpfeife handelt es sich um ein Exemplar aus einem Museum in Herisau. Die neue Schweizerpfeife mit ihrer schlichten Form besteht aus zwei Teilen (Kopf- und Unterstück) mit sechs Grifflöchern. Die Stimmtonhöhe kann durch Auseinanderziehen der beiden Teile (Fadenwicklung) und Verschieben des Abschlusskorks (Gewindesystem) angepasst werden. Auf Metallringe wurde verzichtet, da sie keine Verbesserung darstellen würden.
Die Flöte klingt einen Ganzton tiefer als das Basler-Piccolo. Sie steht in B mit dem tiefsten Ton c2 und wird transponierend gespielt (der tiefste Ton wird als d1 notiert). Die Stimmung ist bezogen auf 440 Hz. Die Bohrung ist zylindro-konisch, und die Griffweise ist entsprechend an die der einklappigen barocken Traversflöten angelehnt. Der Tonumfang reicht (notiert) von d1 - a3 bzw. (klingend) von c2 - g4. Der Klang ist durchsetzungsfähig, bleibt aber immer angenehm, auch wenn laut gespielt wird. Auch weniger geübte Spieler können ansprechend und sauber intoniert musizieren.

## Herkunft
Über die Bauart der Querpfeifen im 15. Jahrhundert ist wenig bekannt. Die ältesten erhaltenen Originalinstrumente sowie die ersten genaueren Beschreibungen, Abbildungen und Spielanweisungen stammen aus dem 16. Jahrhundert. Zu Beginn des 17. Jahrhunderts wird erstmals eine kurze Schweitzerpfeiff mit enger Bohrung, scharfem Klang und speziellen Fingergriffen zu militärischen Zwecken dargestellt. Allerdings zeigen zahlreiche Illustrationen aus dieser Zeit Soldaten mit auffallend langen Querpfeifen, die sie zusammen mit mächtigen Trommeln spielen. Manche der Pfeifer tragen zudem einen Köcher, der offensichtlich als Futteral für mehrere Traversflöten unterschiedlicher Länge diente. Offensichtlich wurden damals nicht nur am Hof und im Bürgerhaus, sondern auch in der Armee Querpfeifen verschiedener Stimmlagen gespielt – wie überlieferte Abbildungen zeigen, wohl häufiger in Kombination mit Trommel oder anderen Instrumenten als im reinen Flöten-Consort.
Weniger als 50 originale Querflöten und Pfeifen aus dem 16. und 17. Jahrhundert haben bis heute überlebt. Von einem Instrument kennen wir die Herkunft genauer: Es gehörte einem Schiffsjungen, der 1596 auf einer Expedition des holländischen Kapitäns Willem Barentsz mitsegelte. Das Schiff saß im hohen Norden schon bald im Packeis fest und musste vor der russischen Insel Nowaja Semlja überwintern. Einige Mitglieder der Besatzung fanden später den Weg zurück nach Holland, andere starben an Hunger und Kälte, darunter Kapitän Barentsz und auch der Schiffsjunge. Erst 1871 wurde das in der Kälte gut erhaltene Camp gefunden; unter den Habseligkeiten befand sich auch die heute über 400 Jahre alte Flöte des unglücklichen Jungen.
In der angenehm klingenden und vielseitig einsetzbaren Mittellage wurde die zylindrisch gebohrte Tenorflöte (meist in d1) im letzten Drittel des 17. Jahrhunderts vom einklappigen, später mehrklappigen Traverso mit konischer Bohrung abgelöst, welches wiederum zum Vorläuferinstrument unserer modernen Querflöte wurde. In Frankreich verschwand die Diskantflöte im Laufe der Zeit vollständig, konnte doch der Sopranpart im mehrstimmigen Ensemble problemlos von der Tenorflöte mit ihrem grossen Stimmumfang übernommen werden. Ab dem späten 16. Jahrhundert übernahm immer häufiger die kurze Querpfeife das hohe Flötenregister – je nach Verwendungszweck und Sprache unter der Bezeichnung Schwegel, Trommelflöte, Piccolo, Piffaro, Piffara, Bifra, Biffaro, Biffara, fife, fifre oder fiffaro.
Ausgehend vom Brauchtum in der Schweiz und in Süddeutschland und gefördert durch das Söldnerwesen entwickelten sich Pfeife und Trommel ab dem 16. Jahrhundert zur europaweit bevorzugten Feldmusik der Infanterie. Mit der Entwicklung der Gefechtstechnik und der Rolle der Armeen in den verschiedenen Ländern durchlief sie in den folgenden Jahrhunderten unterschiedliche Phasen der Förderung, des Abbaus und der Wiederbelebung, wurde im Rahmen von sog. Ordonnanzen reglementiert, erfuhr Änderungen im Repertoire, wurde mit zusätzlichen Instrumenten zur Harmoniemusik erweitert und war Brotkorb und Ausbildungsstätte für Generationen von Musikern, welche ihre Karriere inner- und außerhalb der Armee verfolgten.
Gegen Ende des 17. Jahrhunderts verlor die Feldpfeife mancherorts ihre Bedeutung als Standardinstrument der Fußtruppen. Ein Text von ca. 1695 besagt, dass die in der französischen Armee vormals weit verbreitete Pfeife nur noch von den Schweizer Kompanien, die Oboe dagegen von den berittenen Truppen, den Musketieren und dem königlichen Regiment verwendet würden.
Allerdings wandelten sich im Lauf der Zeit nicht nur der funktionale und gesellschaftliche Kontext der Feldmusik, sondern auch die verwendeten Instrumente. Nach den frühesten Darstellungen von Arbeau (1588) und Praetorius (1618) scheint es sich bei der militärischen Feldpfeife jener Zeit um ein relativ kurzes, zylindrisch gebohrtes und mit sechs Grifflöchern versehenes Instrument mit vergleichsweise lautem und scharfem Ton gehandelt zu haben. Da kaum Originalinstrumente überliefert sind, wissen wir über ihre Tonlage nur wenig. Es ist ungewiss, ob die Schweitzerpfeiff die Tenorflöte (normalerweise in d1) oktavierte, wie die Diskantflöte in a1 spielte oder in nochmals anderen Stimmungen verbreitet war. Es gibt Hinweise, dass ähnliche Pfeifen am Französischen Hof von der Garde Suisse verwendet wurden; unter der Bezeichnung traversa a quarta alta dienten Querflöten in gleicher Stimmung aber sicher auch zivilen Zwecken.
Mögen sich bis hierher Pfeife und Querflöte weniger in ihrer Konstruktion als in ihrer Tonlage und Verwendung unterschieden haben, so zeichnet sich gegen Ende des 17. Jahrhunderts eine deutlichere Unterscheidung ab. Um 1670/80 wurden in Frankreich und möglicherweise auch andernorts erste dreiteilige Querflöten mit konischer – d. h. gegen das untere Rohrende hin sich verengender – Bohrung und einem siebten, mit einer Klappe für den rechten Kleinfinger zu deckenden Tonloch für dis1/es1 gebaut. Diese Neuerungen verbesserten die Reinheit der überblasenen, höheren Töne, erlaubten ein ergonomisch vorteilhaftes Zusammenrücken der Fingerlöcher und ermöglichten nun ein fast vollständiges chromatisches Spiel über rund zweieinhalb Oktaven. Am Französischen Hof wurde die neue Flöte jetzt als vollwertiges Orchester- und Soloinstrument anerkannt: Als erster Komponist setzte sie Lully 1681 in seiner Oper Le Triomphe de l’Amour ein. Von den Prunksälen, Lustgärten und Privatgemächern des Sonnenkönigs Louis XIV aus sollte die Flûte d’Allemagne in den folgenden einhundert Jahren in kaum veränderter Form zu einem der beliebtesten Instrumente der höfischen und bürgerlichen Kunstmusik avancieren.

## Spielweise
In der schweizerischen Volksmusik spielen die Trommel und die Pfeifer seit über 500 Jahren eine bedeutende Rolle.
Als Musikgruppe existieren so genannte eidgenössische Feldspiele (Formationen mit Schweizerpfeife und Schweizertrommel).
Das Spielen der Schweizerpfeife kann ca. ab dem 6. Altersjahr erlernt werden wie die Blockflöte. Der Schweizerische Tambouren- und Pfeiferverband STPV führt entsprechende Anlässe durch.

## Aufnahmen und Tonträger
Musique de la Grande Ecurie & des Gardes Suisses. Eine Koproduktion mit Schweizer Radio DRS. Mitwirkende: Ensemble Arcimboldo, Trompetenensemble der Schola Cantorum Basiliensis, Thilo Hirsch, Gesamtleitung. Verlag: Musique Suisse, Zürich, MGB CD 6267
Traditionelle eidg. Trommel- und Pfeifermärsche und Signale. Verlag: Schweizerischer Tambouren- und Pfeiferverband, Tonstudio AMOS, Berzwil, CD-Nr. 6062
- Marsch der Schweizer Landsknechte 1482
- Feldspiel der alten Eidgenossen 1522
- Marsch von J.-J. Rousseau
- Berner Marsch
- "Häggliger" alter Zugermarsch beim Gefecht bei Hägglingen
- Fulenbacher-Marsch
- Marche du Régiment de Diesbach
- Marche du Régiment de Courten
- Marche pour le Régiment de Zurlauben
- Mollens
- Marche des Armourins
- der alte Obwaldner Landsgemeinde-Marsch
- La Mastralia
- Pfeiferordonnanz 1809 (Parademarsch, Sammlung, Fahnentrupp, General-Marsch, Zapfenstreich, Berlog, Kirchenmarsch, Flankenmarsch I bis VII, Tagwacht I, Tagwacht II)
- Tambour- und Pfeiferordonnanz 1819 (Generalmarsch, Sammlung, Ordinaire Marsch, Zapfenstreich, Rapelieren, Todten-Marsch, Tagwacht, Sturm-Marsch, Feldschritt I bis IX)
- Schweizerpsalm